# Begonia anaimalaiensis
Begonia anaimalaiensis é uma espécie de Begonia.

## Sinônimos
- Begonia anamalayana Bedd.
- Begonia reniformis Bedd. [ilegítimo]